# Auzouville-sur-Ry
Auzouville-sur-Ry is een gemeente in het Franse departement Seine-Maritime (regio Normandië) en telt 597 inwoners (2005). De plaats maakt deel uit van het arrondissement Rouen.

## Geografie
De oppervlakte van Auzouville-sur-Ry bedraagt 8,0 km², de bevolkingsdichtheid is 74,6 inwoners per km².
De onderstaande kaart toont de ligging van Auzouville-sur-Ry met de belangrijkste infrastructuur en aangrenzende gemeenten.

## Demografie
Onderstaande figuur toont het verloop van het inwonertal (bron: INSEE-tellingen).